# Autoformazione
L'autoformazione, o apprendimento autodiretto, è quel processo che vede il soggetto in una posizione attiva rispetto alle conoscenze ed esperienze che sperimenta.
Tale posizione "attiva" spinge il soggetto a essere motivato ad apprendere, poiché istigato da fattori interni quali: bisogno di autostima, desiderio di autorealizzazione, acquisizione di conoscenze specifiche utili sia nella vita quotidiana che in quella lavorativa.
Secondo Gian Piero Quaglino, l'autoapprendimento è efficace nel soggetto perché diretto da una motivazione intrinseca; quindi, il soggetto è spinto a conoscere ciò che considera "interessante" piuttosto che ciò che gli è "imposto o proposto" da altri. L'autoapprendimento sarebbe quindi più in sintonia con i processi naturali di sviluppo psicologico, poiché il soggetto nel corso della propria vita sente la necessità di dirigere da sé i propri processi di apprendimento.
Nel settore specifico della formazione, l'autofomazione riguarda l'insieme delle modalità, delle tecniche e degli strumenti per poter affrontare situazioni e problemi formativi diversi. Non si parla più di una formazione generalizzata, ma di una formazione orientata verso obiettivi specifici.

## Etimologia
Il termine "autoformazione" ha le sue radici nel greco antico “αὐτός (autós), cioè “se stesso”, e nel latino “formāre”, ovvero “dare una forma, modellare” derivante da “fōrma”, sostantivo che indica le parole italiane “schema, conformazione, aspetto, bellezza”, affine al μορφή (morphé) greco.

## Storia

### I primi approcci
Sebbene la disciplina sia stata maggiormente formalizzata solo nel corso del 1900, il principio è riscontrabile già nell'antichità. Il filosofo Platone nell'opera “Carmide” pone come fine più alto dell'educazione l'autoformazione concepita come un modo di apprendere tramite sé stessi coinvolgendo la propria sfera interiore e morale. Per Platone è tale processo che distingue un filosofo da un uomo comune.
Anche per il filosofo greco Aristotele, l'autoformazione ha una grande importanza perché ritenuta il più alto livello di autorealizzazione nell'educazione umana.
Durante il corso del XVII secolo il filosofo Cartesio nell'opera “Discorso sul Metodo” mette in luce l'importanza dell'autoformazione come mezzo attraverso il quale conoscere sé stessi, tale conoscenza risulta a suoi occhi ancora più importante di quella appresa a scuola.
Nel 1700 Jean-Jacques Rousseau nell'opera “L'Emilio” accentua l'importanza dell'apprendimento, in cui il bambino è attivo e al centro del processo educativo; grazie anche alla figura del precettore che lo aiuta a rapportarsi con ciò che è più utile al suo processo di crescita.
Contemporaneamente a Rousseau, anche Johann Heinrich Pestalozzi e poi nel corso dell'XIX secolo Paulo Freire metteranno in luce l'importanza del processo di autoapprendimento nel bambino.
Durante il periodo post-moderno comincia a cambiare tale idea di autoformazione, collegata in particolare all'età adulta e al piano di vita professionale, ponendo l'accento anche sull'importanza di acquisire saperi e competenze durante tutto il corso della vita, per ridefinire se stessi nei contesti formali e informali. Lo studio dell'apprendimento adulto a livello sistematico comincia ad assumere sempre più rilevanza nei primi decenni del XX secolo.
Le prime ricerche vennero compiute da Edward Lee Thorndike e dai suoi colleghi, i cui risultati furono raccolti nell'opera “Adult Learning” del 1928. Tali studi affrontavano il tema dell'apprendimento adulto a livello psicologico comportamentista, attraverso test di apprendimento e memoria somministrati a tempo. I risultati di tali test apparvero dimostrare come soggetti più giovani siano migliori nell'apprendimento rispetto ai più anziani. In seguito, gli studi di Irving Lorge mostrarono che i risultati dei test somministrati non dipendevano dall'età dei soggetti, ma dalle conoscenze pregresse dei più giovani rispetto ai più anziani che possedevano un livello di istruzione inferiore. Inoltre, Lorge notò che eliminando la costante “tempo”, le persone più anziane potevano raggiungere gli stessi risultati dei giovani-adulti.
Dalla metà del XX secolo l'apprendimento adulto iniziò ad essere studiato non solo in ottica comportamentista. Si iniziò, infatti, a distinguerlo dagli altri modi di apprendere, tanto che il focus di riferimento si sposta dai processi di apprendimento allo studio della conoscenza più specifica propria dell'età adulta. Da tale obiettivo nascono nuove correnti di studio come l'andragogia, il cui padre è Malcolm Knowles, e gli studi sull'apprendimento auto diretto.
Inoltre vengono a definirsi separatamente, oltre all'andragogia, altre due macro aree: la pedagogia, e la geragogia sebbene già J. J. Rousseau sosteneva l'esistenza una pedagogia unitaria in quanto suo proprio oggetto, l'uomo, ha tale caratteristica.

### Epoca moderna
La società moderna e tecnologica ha rinnovato le modalità di comunicazione e trasferibilità delle informazioni. Le tecnologie, investendo ogni aspetto della vita sociale, culturale e personale, influiscono sulle dinamiche sociali. L'autoformazione, come tutto l'apprendimento, s'inserisce in questa società digitale. Le tecnologie debbono perciò essere definite all'interno della logica dell'azione educativa. Le potenzialità di tale contesto sono particolarmente visibili all'interno dell'e-learning. Lo sviluppo tecnologico, infatti, ha agevolato le modalità didattiche e modificato la relazione del soggetto con i materiali della conoscenza. Il fatto che le tecnologie fungano da veicolo per questa relazione di apprendimento, implica un lavoro di trasformazione e personalizzazione del sapere. In tale contesto il soggetto adulto può auto formare sé stesso, ovvero costruire il proprio sapere in modo autonomo, ricomponendolo ogni volta che ne sente la necessità, grazie al supporto tecnologico sempre operativo.
Se da un lato il soggetto trova in armonia con l'e-learning in quanto dà centralità al soggetto (non vi sono responsabilità assegnate ad altri a cui bisogna fare riferimento), dall'altro lato le tecnologie non offrono ancora la possibilità di controllare e impostare le informazioni esterne al soggetto e non sempre riescono a motivare in modo adeguato il soggetto.

## Approcci teorici

### Knowles
Malcolm Knowles, ha sviluppato il concetto di apprendimento autodiretto (self-directed learning), definendolo come un processo che ha come obiettivo quello di far acquisire ai soggetti un livello sempre più elevato di autonomia e in cui essi sentono il bisogno di apprendimento che funge da stimolo all'apprendimento stesso.
Tale processo deve essere sempre accompagnato da quelle figure che Knowles chiama “discenti proattivi”, ossia tutte quei soggetti che promuovono l'insegnamento, come docenti, tutor e mentor. Knowles sottolinea l'importanza dei “discenti proattivi” in quanto sono coloro che prendono l'iniziativa nell'apprendimento e sostengono i pilastri dell'autoformazione, al contrario dei “discenti reattivi” che ricevono passivamente le informazioni da colui che sta dietro la cattedra.
Altro punto al quale da rilevanza Knowles, è il fatto che l'apprendimento autodiretto sia favorito qualora ci sia una tendenza del soggetto a far emergere il proprio bisogno psicologico di indipendenza, quindi al bisogno di voler apprendere in autonomia. Da qui,  Knowles parte per marcare la necessità che il “discente reattivo” sia accompagnato dalle figure di supporto (“discenti proattivi”) nell'apprendere ad apprendere, in modo tale da non generare ansia e frustrazione.

#### La teoria della prospettiva trasformativa
La teoria della prospettiva trasformativa si propone come teoria generale dei processi formativi in età adulta. Secondo Jack Mezirow, il processo della prospettiva trasformativa è centrale nello sviluppo dell'adulto.
Si parte dal presupposto che il pensiero e l'esperienza si influenzino a vicenda. Così, nello strutturare il pensiero, l'uomo si avvale di un sistema di significati, di complesse strutture di credenze, teorie e assunzioni psicoculturali che gli permettono di mediare e interpretare l'esperienza personale e che da essa nascano.
In questo modo, l'esperienza viene organizzata e resa coerente, ma allo stesso tempo tali strutture distorcono e limitano la percezione perché vincolate da un significato consolidato nella struttura di significati. Perché quest'ultima subisca un cambiamento, occorre realizzare una discussione critica. Solo in questo modo si garantisce che i significati prospettati per l'assunzione da parte del soggetto siano identificati, valutati criticamente e riformulati in modo tale da rendere più permeabile la prospettiva di pensiero del soggetto.
Secondo Mezirow per poter parlare di apprendimento auto-diretto formula e distingue tre funzioni dell'apprendimento adulto:
- L'apprendimento strumentale, ossia apprendimento che avviene attraverso l'esperienza ed è funzionale all'azione che il soggetto deve produrre;
- L'apprendimento dialettico, ossia apprendimento che si basa su valori, ideali, sentimenti e sulla cultura di riferimento del soggetto che apprende. Quindi, la conoscenza avviene nel momento in cui ci rapportiamo con gli individui facenti parte del contesto in cui siamo inseriti e nel momento in cui cerchiamo di capire quello che ci vogliono comunicare attraverso la parola, il discorso (quindi mediante elementi di una cultura condivisa);
- L'apprendimento auto riflessivo, ossia apprendimento che avviene sulla base di assunti psicologici pregressi che sono divenuti disfunzionali nell'età adulta e che influenzano di conseguenza il comportamento del soggetto in maniera negativa. L'apprendimento auto riflessivo porta a livello di coscienza questi assunti psicologici costrittivi che dà luogo alla separazione tra passato, fatto di sentimenti ansiogeni, e presente adulto.

Mezirow sostiene infatti che: “...In quanto discenti adulti, siamo prigionieri della nostra storia personale. Per quanto abili a dare un significato alle nostre esperienze, tutti noi dobbiamo partire da ciò che ci è stato dato, e operare entro gli orizzonti fissati dal modo di vedere e di capire che abbiamo acquisito attraverso l'apprendimento pregresso”.

### Pineau
Secondo Gaston Pineau, l'individuo apprende sia grazie ad un soggetto esterno che lo forma, sia tramite l'interazione con gli altri, sia attraverso le esperienze che vive all'interno dell'ambiente di riferimento. A tal proposito, egli parla di etero ed eco formazione intendendo la formazione che l'individuo coglie dagli altri esseri e dall'ambiente fisico, ma non meno importanti sono le successive fasi di sviluppo: è a questo punto che si inizia a parlare di autoformazione.
La concezione dell'etero formazione si concentra soprattutto in età infantile e adolescenziale,ma risultano essere relativamente poche le ricerche e pubblicazioni sulla formazione per adulti.
Pineau contesta le teorie classiche della psicoanalisi e dell'apprendimento e i modelli di decrescita e di compensazione che si riferiscono alla terza età, egli ritiene che la fase di passaggio tra infanzia-adolescenza e anzianità non sia per nulla piatta ma ricca di stimoli importanti per la propria formazione.
Emerge dunque come: più la vecchiaia si avvicina, più aumenta il desiderio di apprendere, di passare dalla giovinezza alla saggezza. Il ritiro dalla vita lavorativa non è un ritiro dalla vita attiva ma una possibilità di “nuovo approfondimento” che comporta un'analisi più profonda della propria vita personale, ma anche lavorativa. Vissuto in modi più o meno attivi e drammatici, il processo di autoformazione della vecchiaia viene direttamente alle prese con i limiti naturali, come la morte.

## Competenze
L'autoformazione si impone come un percorso in cui è fondamentale conoscere la propria persona in quanto agisce, vive e si forma; a tal proposito è dunque importante che il soggetto faccia leva sulle proprie capacità di individuare le modalità migliori per apprendere e che sviluppi quelle competenze per rendere l'autoformazione una formazione efficace.
Tremblay propone un modello che focalizza cinque competenze-chiave per l'autoformazione:
- La conoscenza di sé e delle proprie modalità di apprendimento;
- La riflessione critica durante e dopo l'apprendimento;
- L'accettazione dell'incertezza quale condizione connaturata alla complessità apprendimento e quale limite al controllo/potere del soggetto che apprende;
- La flessibilità al cambiamento nei confronti della realtà in cui si vive e in cui si apprende, con i condizionamenti e i limiti che essa pone (adattamento agli avvenimenti);
- La condivisione e l'interazione con gli altri (ci si serve del sistema di risorse).

Tali competenze possono concretizzare, per il soggetto che si autoforma, alcune capacità, quali ad esempio quella di aprirsi al cambiamento di sé, di ricercare in maniera autentica se stessi, di costruire dinamicamente la propria formazione, di contestualizzare la formazione

## Strumenti
Hiemstra propone sei categorie di risorse per l'autoformazione:
- strumenti di pianificazione;
- tecniche di studio individuale;
- strumenti di riflessione individuale;
- strumenti di sviluppo di competenze individuali;
- tecniche per lo studio di gruppo;
- modi d'uso della comunità educativa.

Indispensabile secondo Hiemstra è la capacità di scegliere le risorse disponibili. Tra gli strumenti di valutazione più diffusi vi sono i test autodiagnostici, il questionario sugli stili d'insegnamento e il profilo del soggetto che apprende in maniera autonoma “Learning Autonomy Profile”.
Tra gli strumenti di misurazione la SDLR Scale, l'Oddi Inventory, il SDL Test.

### SDLR Scale
La SDLR Scale ha come base di partenza 14 interviste ai più importanti esperti di apprendimento adulto e grazie ad essa è stato possibile identificare 8 componenti chiave dell'apprendimento autonomo: apertura all'apprendimento, percezione di sé come soggetto che apprende efficacemente, indipendenza nell'apprendimento, accettazione della responsabilità del proprio apprendimento, amore per lo studio, creatività, orientamento positivo verso il futuro, capacità di problem solving.

### Oddy Inventory
L'Oddy Continuing Learning Inventory (OCLI), concepito negli anni 1980, si concentra nell'apprendimento continuo, secondo un modello teorico di auto direzione basato su tre dimensioni oppositive che permettono di distinguere una personalità autodiretta da una che non lo è: tendenza proattiva contro tendenza reattiva, apertura contro difesa, coinvolgimento contro disinteresse per l'apprendimento.

### SDL Test
Il SDL (Self Directed Learning Test), proposto negli anni 1990, è un questionario che studia l'apprendimento nell'ambito scolastico, d'impresa e del mondo sanitario. Si compone di 57 item suddivisi in tre macroaree: la valutazione di ciò che l'istruzione fa per favorire l'autoformazione, l'analisi del corso o del progetto auto formativo nelle sue caratteristiche organizzative e negli aspetti legati alla volontà attiva del soggetto, la determinazione del clima della relazione adatto o meno a promuovere l'autoformazione.